# イオン春日井ショッピングセンター

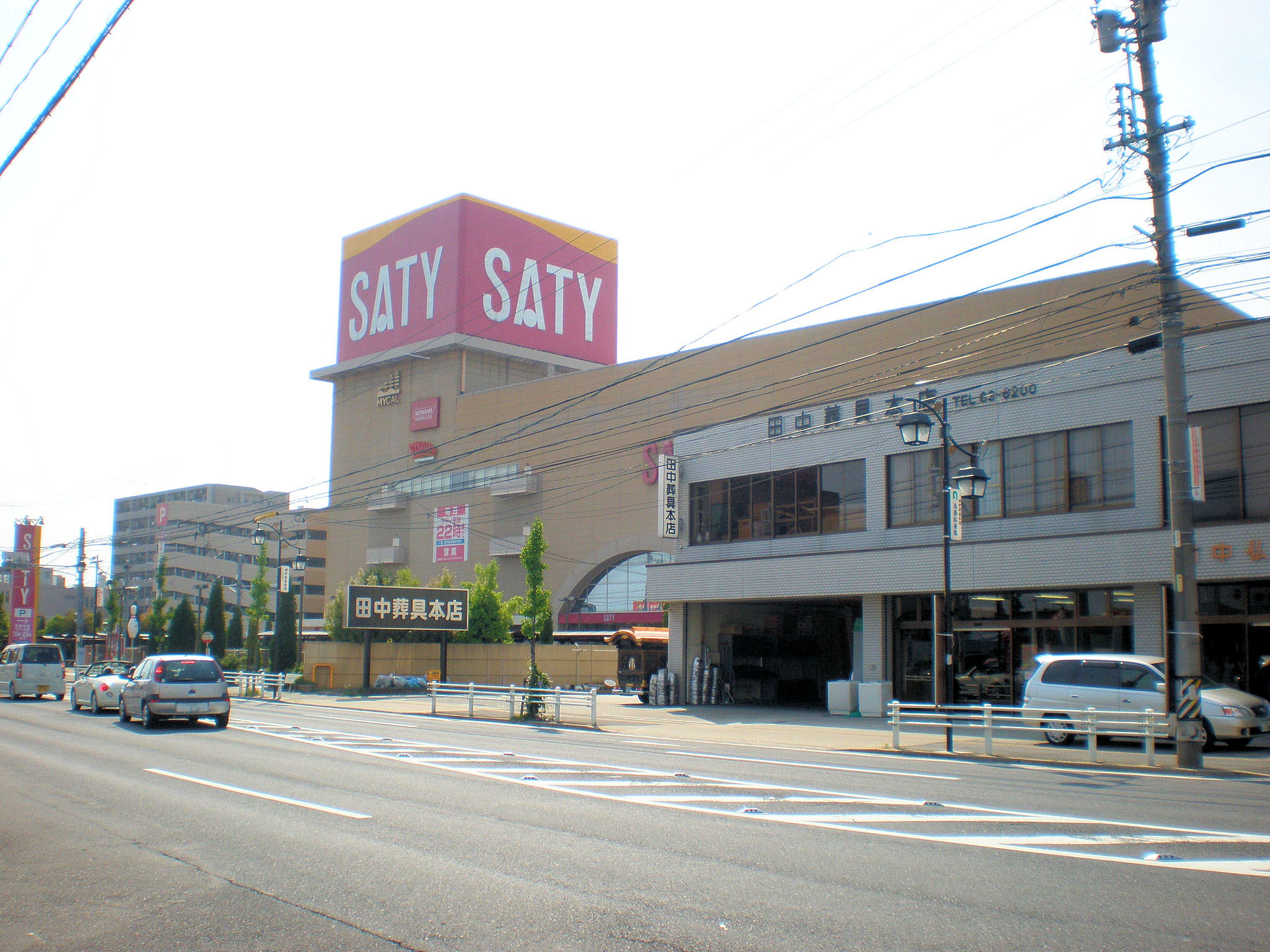
春日井サティ時代の外観

イオン春日井ショッピングセンター（イオンかすがいショッピングセンター）は、愛知県春日井市柏井町にある大型商業施設（ショッピングセンター）である。

## 概要
核店舗のイオン春日井店と専門店で構成される。本館に隣接して立体駐車場棟を構える。
4階には「ならいごとベース 名鉄ココ」という名鉄インプレスによる運営の施設が入居している。「ならいごとベース 名鉄ココ」は会員制のサービスで、水泳教室や放課後児童クラブ、カルチャーセンターを備える。施設面積は約3,000m2。

## フロア構成
| 階   | フロア概要                                               |
| ---- | -------------------------------------------------------- |
| 屋上 | 屋上駐車場                                               |
| 4階  | アミューズメントとスクールのフロア                       |
| 3階  | キッズとベビー用品と専門店のフロア                       |
| 2階  | ファションと暮らしの品と専門店のフロア                   |
| 1階  | 食品、ヘルス＆ビューティー、フードコート、専門店のフロア |

## 交通アクセス
- JR中央本線 勝川駅より徒歩で約15分。
- JR中央本線 勝川駅より名鉄バスの藤山台南行きに乗車、「柏井町4丁目」バス停下車、徒歩ですぐ。